# Sander Schutgens
Sander Schutgens (Belfeld, 31 december 1975) is een voormalige Nederlandse langeafstandsloper, die was gespecialiseerd in de 5000 m en de 10.000 m. Hij werd drievoudig Nederlands kampioen op deze afstanden. Hiernaast werd hij tweevoudig Nederlands kampioen veldlopen.
Schutgens woont in Belfeld en werd getraind bij atletiekvereniging Pegasus door Carel van Nisselroy. Hij deed sinds 1990 aan atletiek. Naast atleet was hij werkzaam als agrarisch hoofdmedewerker.

## Loopbaan
In 2006 werd hij achttiende op de marathon van Rotterdam in 2:17.53. Een jaar eerder liep hij exact dezelfde tijd op de marathon van Amsterdam en behaalde daarmee een achtste plaats. Op de Europese kampioenschappen van 2006 in Göteborg werd hij negentiende in een tijd van 2:17.11. Met zijn team, waar onder andere Hugo van den Broek deel van uitmaakte, won hij een bronzen medaille in het landenklassement. Bij de Venloop 2007 eindigde hij als derde.
Op 6 juli 2008 veroverde Schutgens bij de Nederlandse kampioenschappen in het Amsterdams Olympisch Stadion zijn vijfde en meest recente nationale titel. Op de 5000 m, waarop hij eerder in 2005 de sterkste was gebleken, liep hij lange tijd met plaatsgenoot Marco Gielen en Gert-Jan Wassink aan de leiding, totdat de Limburger in de laatste ronde z’n eindsprint inzette en de anderen achter zich liet. Hij won in 14.17,39. Wassink werd tweede in 14.18,58 en Gielen derde in 14.23,73. Schutgens was heel tevreden met zijn titel, omdat hij naar eigen zeggen langere tijd niet in vorm was geweest.
Tijdens de NK veldlopen van 2015 in Kerkrade kondigde de inmiddels 39 jaar oude Schutgens het einde van zijn atletiekcarrière aan. De laatste jaren hadden blessures voor veel problemen gezorgd, terwijl er in zijn privéleven ook het nodige veranderde. Zo nam hij het agrarisch bedrijf Arnoldushoeve over, dat hij vervolgens moderniseerde en uitbreidde. Met de komst van een tweeling (een jongen en een meisje) die hij samen met zijn vriendin kreeg, zette hij ten slotte een punt achter een carrière van bijna 25 jaar.

## Nederlandse kampioenschappen
| Onderdeel                 | Jaar       |
| ------------------------- | ---------- |
| 5000 m                    | 2005, 2008 |
| 10.000 m                  | 2006       |
| veldlopen (korte afstand) | 1998, 2000 |

## Persoonlijke records
Baan
| Onderdeel | Prestatie | Datum           | Plaats   |
| --------- | --------- | --------------- | -------- |
| 1500 m    | 3.44,44   | 13 juni 1998    | Bern     |
| 3000 m    | 7.52,49   | 18 juni 1999    | Rhede    |
| 5000 m    | 13.33,28  | 1 augustus 1998 | Hechtel  |
| 10.000 m  | 28.36,71  | 5 juni 2006     | Neerpelt |

Weg
| Onderdeel      | Prestatie | Datum             | Plaats              |
| -------------- | --------- | ----------------- | ------------------- |
| 10 km          | 29.01     | 7 september 2003  | Düsseldorf          |
| 15 km          | 44.28     | 21 november 2004  | Nijmegen            |
| 10 Eng. mijl   | 48.22     | 18 september 2005 | Zaandam             |
| 20 km          | 59.43     | 6 maart 2005      | Alphen aan den Rijn |
| halve marathon | 1:02.31   | 19 maart 2005     | Den Haag            |
| marathon       | 2:16.23   | 19 oktober 2008   | Amsterdam           |

Indoor
| Onderdeel | Prestatie | Datum           | Plaats    |
| --------- | --------- | --------------- | --------- |
| 3000 m    | 7.56,02   | 6 februari 2000 | Stuttgart |

## Palmares

### 3000 m
- 1998:  NK indoor - 8.14,48

### 5000 m
- 1998:  NK - 13.55,88
- 1999:  NK - 13.58,71
- 2001:  NK - 13.50,24
- 2002:  NK - 14.13,89
- 2003:  NK - 14.12,16
- 2004:  NK - 13.48,58
- 2005:  NK - 14.03,92
- 2006:  NK - 14.02,01
- 2008:  NK - 14.17,39

### 10.000 m
- 2006:  NK te Vught - 29.09,71
- 2007: 8e Europacup - 29.07,41

### 10 km
- 1998: 11e Parelloop - 29.46
- 2000: 7e Parelloop - 30.17
- 2001: 5e Parelloop - 29.50
- 2004: 12e Parelloop - 29.30
- 2005: 9e Parelloop - 29.51
- 2008: 4e NK in Schoorl - 29.23
- 2008: 16e Zwitserloot Dakrun - 30.19
- 2010: 9e NK in Tilburg - 30.39
- 2012: 15e Stadsloop Appingedam - 31.34
- 2013: 34e Parelloop - 31.11

### 15 km
- 2012: 13e Montferland Run - 47.57
- 2013: 24e Zevenheuvelenloop - 47.59,6

### 10 Eng. mijl
- 2003: 14e Dam tot Damloop - 49.12
- 2004: 16e Dam tot Damloop - 50.32
- 2005: 12e Dam tot Damloop - 48.22
- 2006: 16e Dam tot Damloop - 49.22
- 2007: 17e Dam tot Damloop - 49.51
- 2010: 28e Dam tot Damloop - 52.54

### halve marathon
- 2003: 12e halve marathon van Egmond - 1:07.40
- 2005: 8e halve marathon van Egmond - 1:05.35
- 2005:  NK in Den Haag - 1:02.31 (11e overall)
- 2007: 19e halve marathon van Egmond - 1:09.40
- 2007:  Venloop - 1:04.18
- 2008: 9e halve marathon van Egmond - 1:06.49
- 2008: 4e NK in Den Haag - 1:05.00 (14e overall)
- 2008: 8e Venloop - 1:03.48
- 2009: 7e halve marathon van Egmond - 1:07.36
- 2010: 55e Venloop - 1:15.37
- 2011: 44e halve marathon van Egmond - 1:16.20
- 2013:  M35 NK in Venlo - 1:09.37

### marathon
- 2005: 8e marathon van Amsterdam - 2:17.53
- 2006: 19e EK in Göteborg - 2:17.11
- 2006:  NK in Rotterdam - 2:17.55 (18e overall)
- 2008: 17e marathon van Amsterdam - 2:16.23

### overige afstanden
- 1998: 5e 4 Mijl van Groningen - 19.17
- 1999: 9e 4 Mijl van Groningen - 19.45

### veldlopen
- 1998:  NK (korte afstand: 5 km) - 15.20
- 1998: 76e WK (korte afstand) - 12.07
- 1999: 86e WK (lange afstand) - 43.35
- 2000:  NK (korte afstand: 4,1 km) - 12.12
- 2001: 95e WK (korte afstand) - 14.12
- 2002: 10e Warandeloop (10 km) - 31.08